# Prötschenbach (Mainleus)
Prötschenbach (oberfränkisch: Bredschabooch) ist ein Gemeindeteil des Marktes Mainleus im Landkreis Kulmbach (Regierungsbezirk Oberfranken). Prötschenbach liegt in der Gemarkung Wernstein.

## Geografie
Der Weiler liegt linksseitig des oberen Laufs des Prötschenbachs, eines rechten Zuflusses des Mains. Eine Anliegerstraße führt 800 Meter nordwestlich nach Wernstein zur Kreisstraße KU 6.

## Geschichte
Der Ort wurde 1422 als „Pretschenbach“ erstmals schriftlich erwähnt. Das Bestimmungswort des Namens ist möglicherweise der Personenname Brezzo, eine Ableitung vom slawischen Wort *prečny „quer“ ist jedoch wahrscheinlicher.
Gegen Ende des 18. Jahrhunderts gab es in Prötschenbach zwei Anwesen (1 Tropfgütlein, 1 Haus). Das Hochgericht übte das brandenburg-bayreuthische Stadtvogteiamt Kulmbach aus. Das Rittergut Wernstein war Grundherr beider Anwesen.
Von 1797 bis 1810 unterstand Prötschenbach dem Justiz- und Kammeramt Kulmbach. 1810 kam der Ort zum Königreich Bayern. Mit dem Gemeindeedikt wurde Prötschenbach dem 1811 gebildeten Steuerdistrikt Schmeilsdorf und der 1812 gebildeten Ruralgemeinde Danndorf zugewiesen. Mit dem Zweiten Gemeindeedikt von 1818 entstand die Ruralgemeinde Wernstein, zu der Prötschenbach gehörte. Im Zuge der Gebietsreform in Bayern wurde Prötschenbach am 1. Januar 1972 in den Markt Mainleus eingegliedert.

## Baudenkmäler
Baudenkmäler sind ein hölzernes Pumphaus und eine segmentbogige Betonbrücke, die beide im Jahr 1925 gebaut wurden und zur sogenannten „Hornschuchvilla“ gehören.

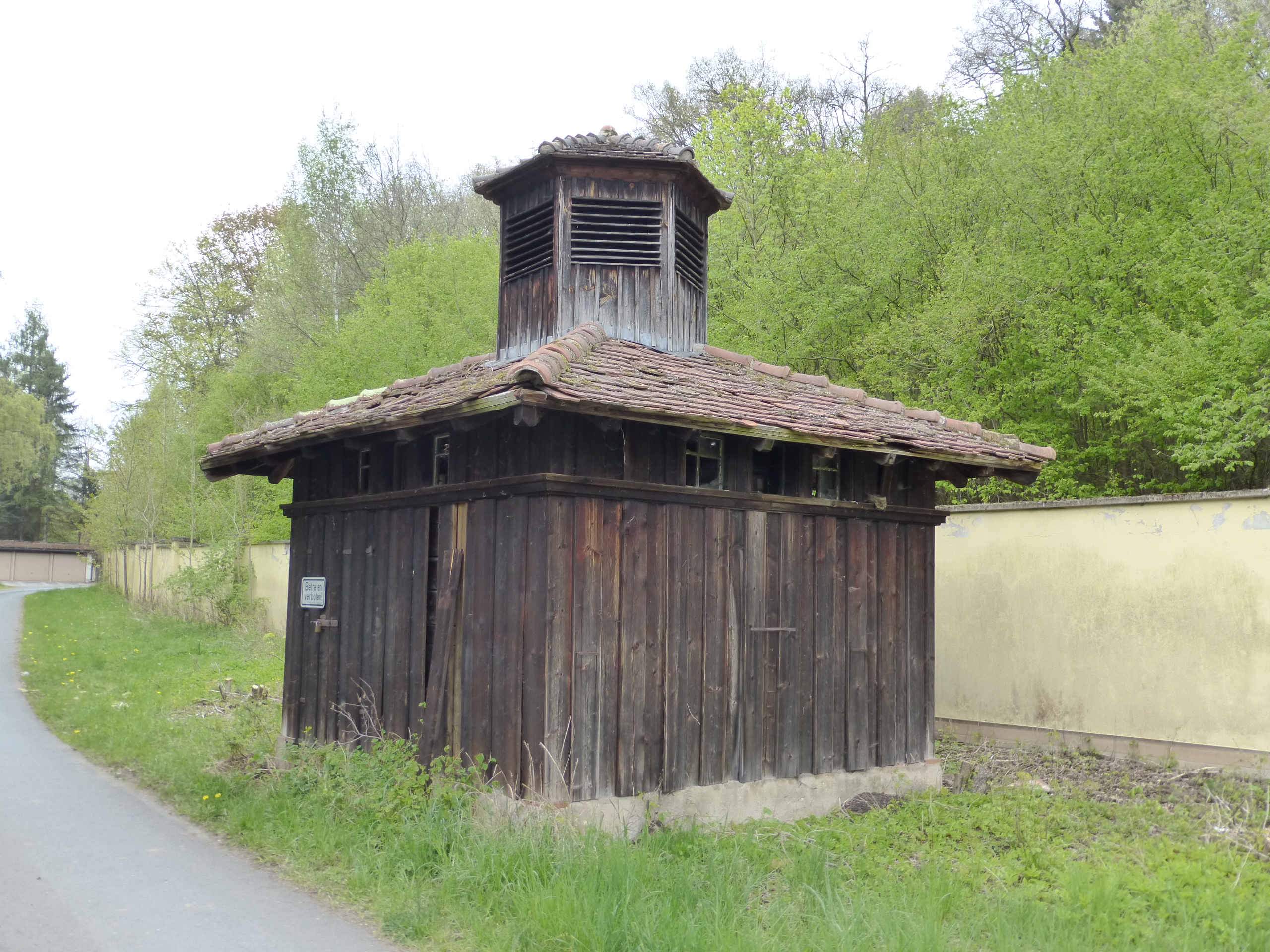
Hölzernes Pumphaus
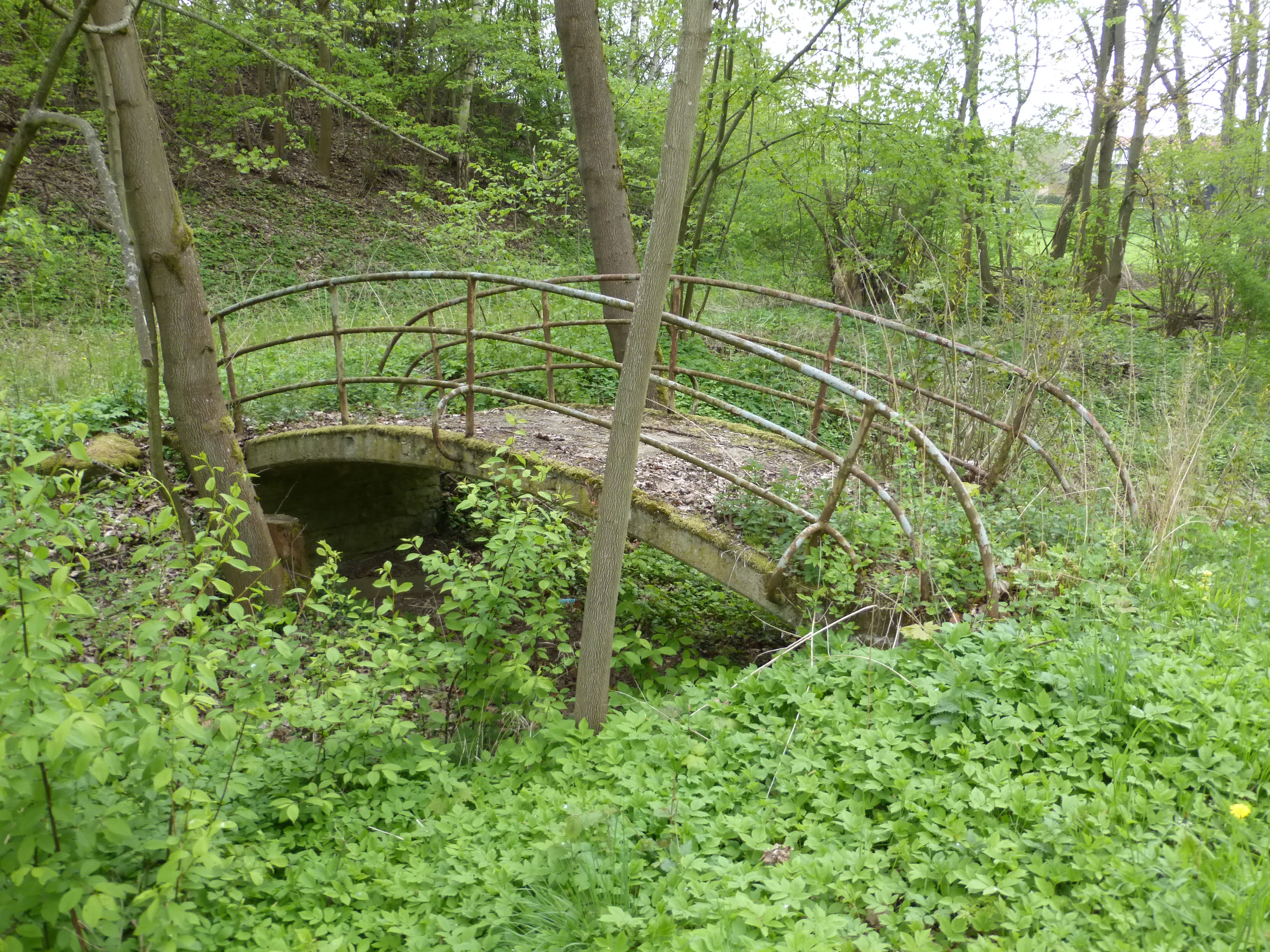
Segmentbogige Betonbrücke

## Religion
Prötschenbach ist seit der Reformation evangelisch-lutherisch geprägt und nach St. Veit (Veitlahm) gepfarrt.